# 南仲之町
南仲之町（みなみなかのちょう）は、徳島県徳島市の町名。東富田地区に属している。南仲之町1丁目から南仲之町4丁目まである。
元は仲之町の裏通りで、合わせて仲之町と呼ばれることもある。
郵便番号は〒770-0933。

## 人口
2011年6月。徳島市の調査より。
|       | 世帯数 | 人口 |
| ----- | ------ | ---- |
| 1丁目 | 061    | 110  |
| 2丁目 | 053    | 095  |
| 3丁目 | 019    | 036  |
| 4丁目 | 023    | 043  |
| 計    | 156    | 284  |

## 地理
徳島市の中央部、都心地域（中心市街地）南部の東富田地区北部に位置する。東西の通りの両側に沿って伸びる町である。
西から1～4丁目。この丁番は、北の仲之町と富田浜の1～4丁目と東西の位置が揃っている。
1・2丁目間で直交する旧西横町沿いは伊月町2丁目、2・3丁目間の富田橋通り沿いは富田橋1丁目となっており、南仲之町の町は1丁目、2丁目、3・4丁目と3つに分断されている。2・3丁目間では通りも途切れている。
北は同じく東西に並走する仲之町で、一部を除き、平行する裏通が町境となっている。南は、南北に伸びる町が並んでいる。
西端は、両国橋通り直前の丁字路で通りが終わっており、その丁字路の西までが南仲之町である。東端はJR牟岐線が南北に走りかちどき橋（地名）との町境をなす。道はアンダーパスで線路の先へ進み、国道55号に入る。道はその先にも伸びているが、国道55号の中央分離帯に阻まれ向かいへは渡れない。
北の仲之町が商店街なのに対し、南仲之町はおよそ住宅街である。

## 歴史
江戸時代には下級武士の武家町だった。中ノ丁（現 仲之町）の裏通りで、裏中ノ丁と呼ばれた。ただし現在の南仲之町より長く、西の秋田町（現 両国橋通り）から東の東横丁（現 かちどき橋通り）まで伸び、渡場通（現 富田橋通り）でも途切れずに交差点をなしていた。少なくとも1941年ごろまで、道は両国橋通りから現国道55号まで続いていた。
現2丁目南側には、軍事拠点の枡形丁があった。
裏中ノ丁北側渡場筋入（ただし現在では富田橋1丁目）には、藩の儒官を代々勤めた那波家（那波魯堂から5代）の屋敷があった。
もとは富田のちに富田浦町（江戸時代には富田、明治初期までに名東郡富田浦町、1889年の徳島市市制から徳島市の大字の富田浦町）の一部だったが、1941年に独立した町となった。
1945年7月4日の徳島大空襲では著しく被災した。

## 交通
町内に鉄道・国道・県道・バス停なし。ただしバスは、仲之町のバス停から徒歩数分以内である。